# NGC 2256
NGC 2256 é uma galáxia elíptica (E/SB0) localizada na direcção da constelação de Camelopardalis. Possui uma declinação de +74° 14' 13" e uma ascensão recta de 6 horas, 47 minutos e 14,2 segundos.
A galáxia NGC 2256 foi descoberta em 1 de Agosto de 1883 por Ernst Wilhelm Leberecht Tempel.